# DHB-Pokal 2009/10
Die Handballspiele um den DHB-Pokal 2009/10 der Männer fanden zwischen August 2009 und April 2010 statt. Die Endrunde, das Final Four, wurde am 10. und 11. April 2010 in der Color Line Arena in Hamburg ausgespielt. Der THW Kiel, der seinen 6. Titel in der vorherigen Saison gewonnen hatte, war Titelverteidiger. DHB-Pokalsieger 2010 wurde der HSV Hamburg mit einem 34:33-Sieg nach Verlängerung gegen die Rhein-Neckar Löwen.
Als Spieltermine wurden für die 1. Runde der 29. und 30. August 2009, für die 2. Runde der 23. September 2009 und für die 3. Runde der 21. Oktober 2009 festgelegt. Das Achtelfinale fand am 16. Dezember 2009, das Viertelfinale am 16. und 17. Februar 2010 und das Final Four am 10./11. April 2010 statt.
In der 1. und 2. Pokalmeisterschaftsrunde wurden die Vereine nach geographischen Gesichtspunkten in zwei Gruppen eingeteilt.

In den Runden bis zum Viertelfinale hatten immer Spielklassentiefere das Heimrecht gegenüber Spielklassehöheren.

## Hauptrunden

### 1. Runde
Die Auslosung der 1. Runde fand am 27. Juni 2009 statt.

In der 1. Runde nahmen keine Mannschaften aus der 1. Bundesliga teil.

#### Nord
Die Spiele der 1. Runde Nord fanden am 26./28. bis 30. August 2009 statt. Der Gewinner jeder Partie zog in die 2. Runde des DHB-Pokales 2010 ein.
| Heimmannschaft           | Endergebnis       | Gastmannschaft              | Datum & Zeit            |
| ------------------------ | ----------------- | --------------------------- | ----------------------- |
| VfL Bad Schwartau        | 28 : 21 (13 : 11) | SC Magdeburg II             | 26.08.09, Mi. 19:30 Uhr |
| HSG Varel                | 26 : 27 (12 : 14) | HSG Nordhorn-Lingen         | 28.08.09, Fr. 20:00 Uhr |
| VfL Edewecht             | 25 : 35 (11 : 17) | HC Empor Rostock            | 28.08.09, Fr. 20:00 Uhr |
| Lehrter SV               | 35 : 26 (17 : 13) | OHV Aurich                  | 28.08.09, Fr. 20:30 Uhr |
| HSG Hohn/Elsdorf         | 23 : 43 (11 : 20) | HSV Hannover                | 29.08.09, Sa. 17:00 Uhr |
| SV Langenweddingen       | 25 : 29 (13 : 15) | VfL Lichtenrade             | 29.08.09, Sa. 17:30 Uhr |
| Berliner TV 1850         | 46 : 47 (23 : 20) | HSG Tarp-Wanderup           | 29.08.09, Sa. 18:00 Uhr |
| FTSV Jahn Brinkum        | 13 : 36 (07 : 15) | ASV Hamm                    | 29.08.09, Sa. 18:30 Uhr |
| SV Oebisfelde 1895       | 28 : 25 (14 : 16) | TSV Bremervörde             | 29.08.09, Sa. 18:30 Uhr |
| Barmstedter MTV          | 25 : 30 (09 : 16) | Stralsunder HV              | 29.08.09, Sa. 18:30 Uhr |
| THW Kiel II              | 24 : 36 (14 : 19) | TV Emsdetten                | 29.08.09, Sa. 19:00 Uhr |
| TV Jahn Hiesfeld         | 27 : 36 (13 : 26) | Ahlener SG                  | 29.08.09, Sa. 19:00 Uhr |
| HSG Schülp/Westerrönfeld | 34 : 32 (15 : 16) | GWD Minden II               | 29.08.09, Sa. 19:15 Uhr |
| Wilhelmshavener HV       | 30 : 32 (15 : 15) | SV Anhalt Bernburg          | 29.08.09, Sa. 19:30 Uhr |
| MTV Müden                | 21 : 38 (12 : 17) | MTV Herzhorn                | 30.08.09, So. 15:00 Uhr |
| HG Rosdorf-Grone         | 31 : 23 (19 : 09) | SV GW Wittenberg-Piesteritz | 30.08.09, So. 15:00 Uhr |
| HSG Gütersloh            | 29 : 31 (17 : 18) | SG Wift Neumünster          | 30.08.09, So. 16:30 Uhr |
| VfL Horneburg            | 28 : 48 (12 : 25) | TSV Altenholz               | 30.08.09, So. 16:30 Uhr |
| HC Neuruppin             | 30 : 29 (16 : 15) | SV Beckdorf                 | 30.08.09, So. 17:00 Uhr |
| HSG Handball Lemgo II    | 25 : 34 (12 : 18) | SV Post Schwerin            | 30.08.09, So. 17:00 Uhr |
| Eintracht Hildesheim     | 33 : 29 (15 : 15) | Dessau-Roßlauer HV          | 30.08.09, So. 17:00 Uhr |

- Die LIT Handball Nordhemmern Mindenerwald war eine Runde weiter durch ein Freilos.

#### Süd
Die Spiele der 1. Runde Süd fanden vom 28. bis 30. August 2009 statt. Der Gewinner jeder Partie zog in die 2. Runde des DHB-Pokales 2010 ein.
| Heimmannschaft             | Endergebnis       | Gastmannschaft            | Datum & Zeit            |
| -------------------------- | ----------------- | ------------------------- | ----------------------- |
| Leichlinger TV             | 23 : 30 (09 : 14) | HC Erlangen               | 28.08.09, Fr. 19:30 Uhr |
| OSC 04 Rheinhausen         | 35 : 42 (18 : 18) | TSG Friesenheim           | 28.08.09, Fr. 20:00 Uhr |
| HG Oftersheim/Schwetzingen | 25 : 30 (12 : 15) | EHV Aue                   | 28.08.09, Fr. 20:00 Uhr |
| HSC 2000 Coburg            | 25 : 29 (14 : 14) | TV Bittenfeld             | 29.08.09, Sa. 18:00 Uhr |
| SG Wallau                  | 22 : 30 (13 : 15) | TUSPO Obernburg           | 29.08.09, Sa. 18:30 Uhr |
| TSG Groß-Bieberau          | 27 : 33 (16 : 14) | ThSV Eisenach             | 29.08.09, Sa. 18:30 Uhr |
| SG-DJK Rimpar              | 22 : 28 (09 : 13) | Bergischer HC             | 29.08.09, Sa. 19:00 Uhr |
| VTV Mundenheim             | 24 : 42 (12 : 22) | TV Korschenbroich         | 29.08.09, Sa. 19:00 Uhr |
| TuS Ferndorf               | 30 : 29 (14 : 13) | TV Groß-Umstadt           | 29.08.09, Sa. 19:30 Uhr |
| SVS Kornwestheim           | 29 : 26 (17 : 13) | SV Hermsdorf              | 29.08.09, Sa. 19:30 Uhr |
| SG Saulheim                | 28 : 17 (18 : 08) | TSG Oberursel             | 29.08.09, Sa. 19:30 Uhr |
| SG Leutershausen           | 31 : 35 (12 : 17) | SG BBM Bietigheim         | 29.08.09, Sa. 19:30 Uhr |
| VfL Eintracht Hagen        | 23 : 29 (12 : 12) | TUSEM Essen               | 29.08.09, Sa. 19:30 Uhr |
| HG Saarlouis               | 36 : 29 (16 : 11) | TV Neuhausen/Erms         | 29.08.09, Sa. 19:30 Uhr |
| SG LVB Leipzig             | 30 : 25 (15 : 11) | HR Ortenau                | 29.08.09, Sa. 19:30 Uhr |
| HSG Freiberg               | 17 : 35 (07 : 16) | SG Köndringen/Teningen    | 29.08.09, Sa. 20:00 Uhr |
| TV 05/07 Hüttenberg        | 27 : 31 (14 : 13) | HSG Frankfurt Rhein-Main  | 29.08.09, Sa. 20:00 Uhr |
| GSV Eintracht Baunatal     | 35 : 31 (18 : 13) | SG Pforzheim/Eutingen     | 29.08.09, Sa. 20:30 Uhr |
| TV Moselweiß               | 25 : 31 (13 : 16) | 1. SV Concordia Delitzsch | 30.08.09, So. 16:00 Uhr |
| HSG Pohlheim               | 30 : 42 (14 : 19) | TSV Neuhausen/Filder      | 30.08.09, So. 17:00 Uhr |
| SG Bruchköbel              | 23 : 29 (12 : 10) | TuS Wermelskirchen        | 30.08.09, So. 18:00 Uhr |

- Der HSC Bad-Neustadt war eine Runde weiter durch ein Freilos.

### 2. Runde
Die Auslosung der 2. Runde fand am 31. August 2009 um 12:00 Uhr statt.

Die Ligen der Teams entsprachen der Saison 2009/10.

Für die 2. Runde waren folgende Mannschaften qualifiziert:
| 1. Bundesliga | 2. Bundesliga | Regionalliga | Oberliga |
| - THW Kiel - HSV Hamburg - Rhein-Neckar Löwen - TBV Lemgo - SG Flensburg-Handewitt - Frisch Auf Göppingen - SC Magdeburg - VfL Gummersbach - Füchse Berlin - MT Melsungen - TV Großwallstadt - GWD Minden - HSG Wetzlar - HBW Balingen-Weilstetten - TSV Dormagen - TuS Nettelstedt-Lübbecke - HSG Düsseldorf - TSV Hannover-Burgdorf | Nord - HSG Nordhorn-Lingen - Ahlener SG - TSV Altenholz - HSV Hannover - SV Anhalt Bernburg - TV Emsdetten - ASV Hamm - Eintracht Hildesheim - HC Empor Rostock - SV Post Schwerin - VfL Bad Schwartau Süd - 1. SV Concordia Delitzsch - EHV Aue - SG BBM Bietigheim - TV Bittenfeld - Bergischer HC - TUSEM Essen - ThSV Eisenach - TSG Friesenheim - TV Korschenbroich - HC Erlangen - HSG FrankfurtRheinMain - TUSPO Obernburg - HG Saarlouis | NOHV - HSG Tarp-Wanderup SHV - SG LVB Leipzig - SG Köndringen/Teningen - HSC Bad Neustadt - TSV Neuhausen SWHV - GSV Eintracht Baunatal WHV - LiT Nordhemmern/Mindenerwald - TuS Ferndorf - TuS Wermelskirchen | Sachsen-Anhalt - SV Oebisfelde 1895 Mecklenburg-Vorpommern - Stralsunder HV Niedersachsen - Lehrter SV - HG Rosdorf-Grone Berlin/Brandenburg - VfL Lichtenrade - HC Neuruppin Schleswig-Holstein - HSG Schülp/Westerrönfeld - MTV Herzhorn - SG Wift Neumünster Baden-Württemberg - SVS Kornwestheim Rheinland-Pfalz - SG Saulheim |

#### Nord
Die Spiele der 2. Runde Nord fanden am 22./23. September 2009 statt. Der Gewinner jeder Partie zog in die 3. Runde des DHB-Pokales 2010 ein.
| Heimmannschaft               | Endergebnis                      | Gastmannschaft           | Datum & Zeit            |
| ---------------------------- | -------------------------------- | ------------------------ | ----------------------- |
| VfL Bad Schwartau            | 37 : 31 (10 : 13)                | TSV Altenholz            | 22.09.09, Di. 19:30 Uhr |
| HG Rosdorf-Grone             | 21 : 45 (08 : 20)                | TV Emsdetten             | 22.09.09, Di. 19:30 Uhr |
| ASV Hamm                     | 25 : 27 (11 : 16)                | Ahlener SG               | 22.09.09, Di. 19:45 Uhr |
| THW Kiel                     | 34 : 26 (17 : 11)                | Füchse Berlin            | 22.09.09, Di. 20:15 Uhr |
| SV Post Schwerin             | 38 : 29 (21 : 16)                | HSV Hannover             | 23.09.09, Mi. 19:00 Uhr |
| SG Wift Neumünster           | 17 : 40 (07 : 24)                | GWD Minden               | 23.09.09, Mi. 19:15 Uhr |
| Eintracht Hildesheim         | 25 : 33 (16 : 13)                | TBV Lemgo                | 23.09.09, Mi. 19:30 Uhr |
| VfL Lichtenrade              | 29 : 39 (13 : 21)                | SV Anhalt Bernburg       | 23.09.09, Mi. 19:30 Uhr |
| HC Neuruppin                 | 28 : 32 (12 : 15)                | SC Magdeburg             | 23.09.09, Mi. 19:30 Uhr |
| SV Oebisfelde 1895           | 30 : 29 n. V. (26 : 26, 12 : 14) | Stralsunder HV           | 23.09.09, Mi. 19:30 Uhr |
| MTV Herzhorn                 | 34 : 29 (16 : 14)                | HSG Schülp/Westerrönfeld | 23.09.09, Mi. 20:00 Uhr |
| LiT Nordhemmern/Mindenerwald | 19 : 38 (14 : 17)                | TSV Hannover-Burgdorf    | 23.09.09, Mi. 20:00 Uhr |
| HSG Nordhorn-Lingen          | 34 : 38 (14 : 17)                | TuS Nettelstedt-Lübbecke | 23.09.09, Mi. 20:00 Uhr |
| HSG Tarp-Wanderup            | 31 : 44 (16 : 22)                | HSV Hamburg              | 23.09.09, Mi. 20:00 Uhr |
| Lehrter SV                   | 25 : 36 (12 : 17)                | HC Empor Rostock         | 23.09.09, Mi. 20:30 Uhr |

- Die SG Flensburg-Handewitt war eine Runde weiter durch ein Freilos.

#### Süd
Die Spiele der 2. Runde Süd fanden am 22./23. September 2009 statt. Der Gewinner jeder Partie zog in die 3. Runde des DHB-Pokales 2010 ein.
| Heimmannschaft         | Endergebnis                      | Gastmannschaft           | Datum & Zeit            |
| ---------------------- | -------------------------------- | ------------------------ | ----------------------- |
| EHV Aue                | 30 : 26 (15 : 17)                | HSC Bad-Neustadt         | 22.09.09, Di. 19:00 Uhr |
| Bergischer HC          | 33 : 27 (17 : 16)                | ThSV Eisenach            | 22.09.09, Di. 20:00 Uhr |
| TV Bittenfeld          | 32 : 33 n. V. (27 : 27, 17 : 09) | Rhein-Neckar Löwen       | 22.09.09, Di. 20:15 Uhr |
| VfL Gummersbach        | 39 : 37 n. V. (28 : 28, 17 : 18) | HSG Wetzlar              | 23.09.09, Mi. 19:00 Uhr |
| HC Erlangen            | 32 : 28 (13 : 14)                | HSG Düsseldorf           | 23.09.09, Mi. 19:30 Uhr |
| SG Saulheim            | 30 : 37 (14 : 17)                | TUSPO Obernburg          | 23.09.09, Mi. 19:30 Uhr |
| SG LVB Leipzig         | 30 : 46 (17 : 24)                | MT Melsungen             | 23.09.09, Mi. 19:30 Uhr |
| TV Korschenbroich      | 29 : 39 (13 : 17)                | HBW Balingen-Weilstetten | 23.09.09, Mi. 19:30 Uhr |
| GSV Eintracht Baunatal | 31 : 48 (15 : 24)                | TV Großwallstadt         | 23.09.09, Mi. 19:30 Uhr |
| SG BBM Bietigheim      | 33 : 31 (17 : 17)                | HSG FrankfurtRheinMain   | 23.09.09, Mi. 20:00 Uhr |
| SG Köndringen-Teningen | 38 : 42 n. V. (29 : 29, 16 : 14) | TSG Friesenheim          | 23.09.09, Mi. 20:00 Uhr |
| TuS Ferndorf           | 32 : 35 (18 : 12)                | TUSEM Essen              | 23.09.09, Mi. 20:00 Uhr |
| HG Saarlouis           | 30 : 29 (13 : 13)                | TUS Niederwermelskirchen | 23.09.09, Mi. 20:00 Uhr |
| TSV Neuhausen/Filder   | 28 : 32 (15 : 16)                | TSV Dormagen             | 23.09.09, Mi. 20:00 Uhr |
| SVS Kornwestheim       | 23 : 39 (07 : 20)                | Frisch Auf Göppingen     | 23.09.09, Mi. 20:15 Uhr |

- Der 1. SV Concordia Delitzsch war eine Runde weiter durch ein Freilos.

### 3. Runde
Die Auslosung der 3. Runde fand am 27. September 2009 um 18:15 Uhr statt.

Die Ligen der Teams entsprachen der Saison 2009/10.

Für die 3. Runde waren folgende Mannschaften qualifiziert:
| 1. Bundesliga | 2. Bundesliga | Oberliga                                                              |
| - THW Kiel - HSV Hamburg - Rhein-Neckar Löwen - TBV Lemgo - SG Flensburg-Handewitt - Frisch Auf Göppingen - SC Magdeburg - VfL Gummersbach - MT Melsungen - TV Großwallstadt - GWD Minden - HBW Balingen-Weilstetten - TSV Dormagen - TuS Nettelstedt-Lübbecke - TSV Hannover-Burgdorf | Nord - Ahlener SG - SV Anhalt Bernburg - TV Emsdetten - HC Empor Rostock - SV Post Schwerin - VfL Bad Schwartau Süd - 1. SV Concordia Delitzsch - EHV Aue - SG BBM Bietigheim - Bergischer HC - TUSEM Essen - TSG Friesenheim - HC Erlangen - TUSPO Obernburg - HG Saarlouis | Sachsen-Anhalt - SV Oebisfelde 1895 Schleswig-Holstein - MTV Herzhorn |

Die Spiele der 3. Runde fanden vom 18./20./21. Oktober 2009 statt. Der Gewinner jeder Partie zog in das Achtelfinale des DHB-Pokales 2010 ein.
| Heimmannschaft            | Endergebnis       | Gastmannschaft         | Datum & Zeit            |
| ------------------------- | ----------------- | ---------------------- | ----------------------- |
| MTV Herzhorn              | 21 : 30 (12 : 15) | HC Erlangen            | 18.10.09, So. 17:00 Uhr |
| TSV Hannover-Burgdorf     | 26 : 38 (09 : 21) | Rhein-Neckar Löwen     | 20.10.09, Di. 19:00 Uhr |
| SV Post Schwerin          | 25 : 35 (13 : 17) | VfL Gummersbach        | 20.10.09, Di. 19:00 Uhr |
| TSG Friesenheim           | 31 : 26 (16 : 18) | TSV Dormagen           | 20.10.09, Di. 19:00 Uhr |
| TV Großwallstadt          | 29 : 32 (11 : 16) | THW Kiel               | 20.10.09, Di. 20:15 Uhr |
| 1. SV Concordia Delitzsch | 28 : 26 (11 : 10) | SG BBM Bietigheim      | 21.10.09, Mi. 18:00 Uhr |
| VfL Bad Schwartau         | 29 : 28 (12 : 17) | TBV Lemgo              | 21.10.09, Mi. 19:30 Uhr |
| HBW Balingen-Weilstetten  | 27 : 16 (12 : 08) | GWD Minden             | 21.10.09, Mi. 19:30 Uhr |
| TV Emsdetten              | 27 : 33 (13 : 14) | Frisch Auf Göppingen   | 21.10.09, Mi. 19:30 Uhr |
| Ahlener SG                | 23 : 35 (15 : 17) | SG Flensburg-Handewitt | 21.10.09, Mi. 19:30 Uhr |
| TUSEM Essen               | 27 : 21 (12 : 10) | EHV Aue                | 21.10.09, Mi. 19:30 Uhr |
| TuS Nettelstedt-Lübbecke  | 33 : 24 (15 : 10) | SC Magdeburg           | 21.10.09, Mi. 19:30 Uhr |
| SV Oebisfelde 1895        | 30 : 33 (14 : 13) | SV Anhalt Bernburg     | 21.10.09, Mi. 19:30 Uhr |
| HG Saarlouis              | 29 : 38 (15 : 18) | MT Melsungen           | 21.10.09, Mi. 20:00 Uhr |
| TUSPO Obernburg           | 24 : 43 (12 : 22) | HSV Hamburg            | 21.10.09, Mi. 20:00 Uhr |
| Bergischer HC             | 33 : 26 (15 : 12) | HC Empor Rostock       | 21.10.09, Mi. 20:00 Uhr |

### Achtelfinale
Die Auslosung des Achtelfinales fand am 25. Oktober 2009 um 15:30 Uhr statt.

Die Ligen der Teams entsprachen der Saison 2009/10.

Für das Achtelfinale waren folgende Mannschaften qualifiziert:
| 1. Bundesliga | 2. Bundesliga |
| - THW Kiel - HSV Hamburg - Rhein-Neckar Löwen - SG Flensburg-Handewitt - Frisch Auf Göppingen - VfL Gummersbach - MT Melsungen - HBW Balingen-Weilstetten - TuS Nettelstedt-Lübbecke | Nord - VfL Bad Schwartau - SV Anhalt Bernburg Süd - Bergischer HC - TUSEM Essen - TSG Friesenheim - HC Erlangen - 1. SV Concordia Delitzsch |

Die Spiele des Achtelfinales fanden am 25. November und 15./16. Dezember 2009 statt. Der Gewinner jeder Partie zog in das Viertelfinale des DHB-Pokales 2010 ein.
| Heimmannschaft           | Endergebnis       | Gastmannschaft            | Datum & Zeit            |
| ------------------------ | ----------------- | ------------------------- | ----------------------- |
| Bergischer HC            | 26 : 23 (11 : 11) | TSG Friesenheim           | 25.11.09, Mi. 20:00 Uhr |
| HBW Balingen-Weilstetten | 23 : 38 (13 : 22) | HSV Hamburg               | 15.12.09, Di. 19:30 Uhr |
| Frisch Auf Göppingen     | 38 : 23 (17 : 11) | 1. SV Concordia Delitzsch | 15.12.09, Di. 20:15 Uhr |
| HC Erlangen              | 20 : 26 (11 : 11) | TuS Nettelstedt-Lübbecke  | 16.12.09, Mi. 19:30 Uhr |
| Rhein-Neckar Löwen       | 36 : 31 (12 : 15) | MT Melsungen              | 16.12.09, Mi. 19:30 Uhr |
| VfL Bad Schwartau        | 35 : 32 (15 : 12) | TUSEM Essen               | 16.12.09, Mi. 19:30 Uhr |
| VfL Gummersbach          | 42 : 22 (21 : 09) | SV Anhalt Bernburg        | 16.12.09, Mi. 19:30 Uhr |
| SG Flensburg-Handewitt   | 26 : 31 (12 : 12) | THW Kiel                  | 16.12.09, Mi. 20:15 Uhr |

### Viertelfinale
Die Auslosung des Viertelfinales fand am 20. Dezember 2009 um 17:15 Uhr statt.

Die Ligen der Teams entsprachen der Saison 2009/10.

Für das Viertelfinale waren folgende Mannschaften qualifiziert:
| 1. Bundesliga | 2. Bundesliga                                |
| - THW Kiel - HSV Hamburg - Rhein-Neckar Löwen - Frisch Auf Göppingen - VfL Gummersbach - TuS Nettelstedt-Lübbecke | Nord - VfL Bad Schwartau Süd - Bergischer HC |

Die Spiele des Viertelfinales fanden am 6./7. Februar 2010 statt. Der Gewinner jeder Partie zog in das Final Four des DHB-Pokales 2010 ein.
| Heimmannschaft       | Endergebnis       | Gastmannschaft           | Datum & Zeit            |
| -------------------- | ----------------- | ------------------------ | ----------------------- |
| Bergischer HC        | 22 : 26 (12 : 11) | TuS Nettelstedt-Lübbecke | 06.02.10, Sa. 15:00 Uhr |
| VfL Bad Schwartau    | 29 : 36 (11 : 11) | HSV Hamburg              | 06.02.10, Sa. 19:00 Uhr |
| VfL Gummersbach      | 35 : 28 (21 : 12) | THW Kiel                 | 07.02.10, So. 16:10 Uhr |
| Frisch Auf Göppingen | 29 : 33 (14 : 15) | Rhein-Neckar Löwen       | 07.02.10, So. 17:45 Uhr |

## Final Four

### Halbfinale
Die Auslosung des Halbfinales fand am 8. Februar 2010 um 11:00 Uhr in Hamburg statt.

Die Ligen der Teams entsprachen der Saison 2009/10.

Für das Halbfinale waren folgende Mannschaften qualifiziert:
| 1. Bundesliga                                                                   |
| - HSV Hamburg - Rhein-Neckar Löwen - VfL Gummersbach - TuS Nettelstedt-Lübbecke |

Die Spiele des Halbfinales fanden am 10. April 2010 statt. Der Gewinner jeder Partie zog in das Finale des DHB-Pokals 2010 ein.
 Die Verlierer jeder Partie, spielten im kleinen Finale den 3. Platz aus.
| Heimmannschaft     | Endergebnis       | Gastmannschaft           | Datum & Zeit            |
| ------------------ | ----------------- | ------------------------ | ----------------------- |
| Rhein-Neckar Löwen | 31 : 21 (14 : 10) | VfL Gummersbach          | 10.04.10, Sa. 13:15 Uhr |
| HSV Hamburg        | 37 : 32 (17 : 13) | TuS Nettelstedt-Lübbecke | 10.04.10, Sa. 15:15 Uhr |

1. Halbfinale

10. April 2010 in Hamburg, Color Line Arena, 13.200 Zuschauer
Rhein-Neckar Löwen: Szmal, Fritz – Myrhol   (7), Bielecki (5), Guðjónsson (4), Stefánsson  (4/1), Groetzki  (4), Gensheimer (2), Tkaczyk  (2), Manojlović    (1), Müller (1), Klimovets (1), Roggisch, Harbok
VfL Gummersbach: Stojanović, Hammerschmidt – Szilágyi (6/3), Pfahl (5/1), Zrnić  (5/1), Gunnarsson  (2), Krantz (1), Teppich (1), Lützelberger  (1), Wagner, Schindler , Vuković , Fäth, Rahmel
Schiedsrichter: Lars Geipel & Marcus Helbig
2. Halbfinale

10. April 2010 in Hamburg, Color Line Arena, 13.200 Zuschauer
HSV Hamburg: Bitter, Sandström – M. Lijewski (10), Lindberg (8/3), Jansen  (7), Lacković  (5), Duvnjak (4), Vori  (1), G. Gille  (1), Hens (1), Schröder, Flohr , B. Gille, K. Lijewski
TuS Nettelstedt-Lübbecke: Putera – Niemeyer  (11), Tłuczyński  (6/6), Remer (4/1), Ólafsson   (3), Løke (2), Felixson  (2), M. Jurecki   (2), Hansen (1), Rui (1), Siódmiak , Pungartnik, Tesch 
Schiedsrichter: Lars Schaller & Sebastian Wutzler

### Kleines Finale
Das kleine Finale fand am 11. April 2010 statt. Der Gewinner der Partie war dritter des DHB-Pokales 2010.
| Heimmannschaft  | Endergebnis       | Gastmannschaft           | Datum & Zeit            |
| --------------- | ----------------- | ------------------------ | ----------------------- |
| VfL Gummersbach | 26 : 29 (12 : 15) | TuS Nettelstedt-Lübbecke | 11.04.10, So. 10:45 Uhr |

11. April 2010 in Hamburg, Color Line Arena, 13.200 Zuschauer
VfL Gummersbach: Stojanović, Hammerschmidt – Zrnić    (10/9), Pfahl   (7), Szilágyi (3), Gunnarsson (2), Krantz  (1), Wagner (1), Fäth (1), Rahmel (1), Schindler , Vuković , Lützelberger 
TuS Nettelstedt-Lübbecke: Putera – M. Jurecki  (7), Pungartnik (6), Remer (6/5), Hansen (4), Tłuczyński (2/2), Tesch   (2), Løke (1), Wiese (1), Siódmiak   , Rui  (1), Ólafsson , Niemeyer
Schiedsrichter: Lars Schaller & Sebastian Wutzler

### Finale
Das Finale fand am 11. April 2010 statt. Der Gewinner der Partie war Sieger des DHB-Pokals 2010.
| Heimmannschaft     | Endergebnis                               | Gastmannschaft | Datum & Zeit            |
| ------------------ | ----------------------------------------- | -------------- | ----------------------- |
| Rhein-Neckar Löwen | 33 : 34 n. V. (30 : 33; 30 : 30; 15 : 15) | HSV Hamburg    | 11.04.10, So. 13:15 Uhr |

11. April 2010 in Hamburg, Color Line Arena, 13.200 Zuschauer
Rhein-Neckar Löwen: Szmal, Fritz – Stefánsson  (8/5), Gensheimer (6), Myrhol   (6), Bielecki   (4), Groetzki (3), Tkaczyk   (2), Guðjónsson (2), Manojlović    (1), Müller (1), Roggisch, Harbok, Klimovets
HSV Hamburg: Bitter, Sandström – K. Lijewski (9), Jansen  (7), Duvnjak (5), Vori  (3), Lindberg  (3/1), Lacković (2), B. Gille  (2), G. Gille  (1), M. Lijewski  (1), Hens (1), Schröder, Flohr 
Schiedsrichter: Holger Fleisch & Jürgen Rieber